# Centrifugation analytique

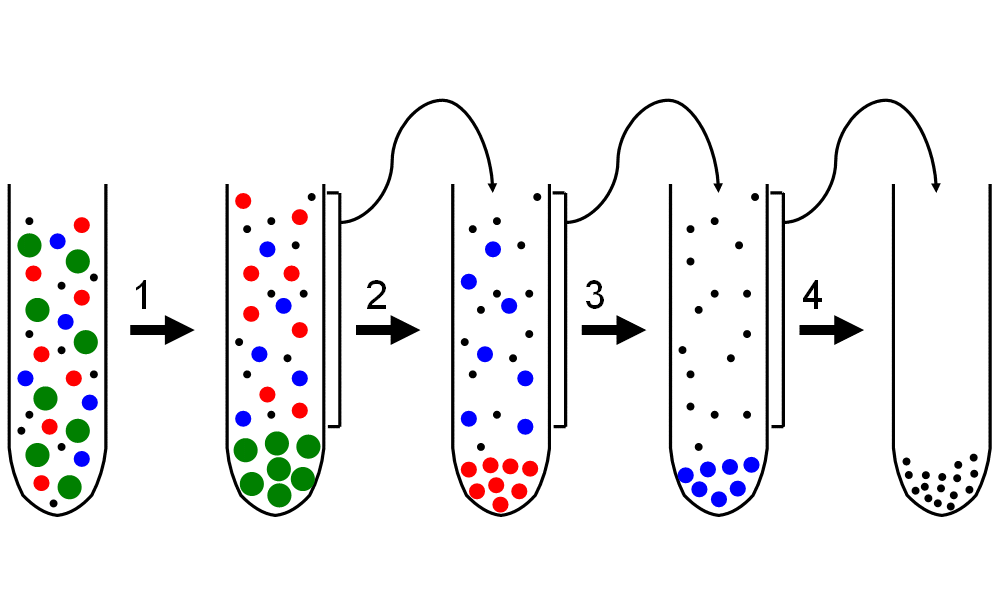
Principe de la centrifugation différentielle

La centrifugation analytique est une méthode d’analyse des suspensions et émulsions donnant des informations sur leur granulométrie, masse, leur taille, leur forme et leur composition. Plusieurs types d’expériences existent : la stabilité, la vitesse de sédimentation et l’équilibre de sédimentation.

## Instrumentation
Lors de la centrifugation, on mesure à une longueur d'onde donnée l'absorbance de l'échantillon en fonction de la distance à l'axe de rotation. On obtient donc la répartition du matériel dispersé (par mesure de densité optique) dans la cellule de centrifugation en fonction de toute la longueur de l'échantillon (distance radiale) et du temps.
On utilise le fractionnement des particules ou gouttelettes dispersées dans un liquide porteur (phase continue) selon leurs différences de taille et de densité comme le décrit la loi de Stokes. La valeur de g est variable et est calculée à partir de la vitesse angulaire de centrifugation, la masse de l'échantillon et la distance par rapport au centre de rotation. Cette technique est séparative, la centrifugation permet le fractionnement des particules et un dispositif optique permet de quantifier les différentes fractions. On recommande cette approche pour la résolution de systèmes polydispersés multimodaux. Chaque fraction séparée peut être analysée indépendamment des autres populations présentes dans l'échantillon. La centrifugation analytique permet d'accélérer la migration des nanoparticules ou nano-objets et de décaler jusque 10 nm la limite inférieure de quantification.

## Vitesse de sédimentation

### Principe

#### Dispersions et émulsions
La suspension ou l'émulsion à analyser est insérée sans aucune dilution préalable à l’intérieur d’un contenant transparent et est traversée par un rayonnement lumineux (visible, X, IR...). L'intérêt majeur de cette technique est qu'elle permet d'obtenir une distribution de granulométrie indépendante des propriétés optiques des matériaux dispersés. On monitore lors de la centrifugation les changements de densité optique dus aux déplacement des fractions pour en déterminer la vitesse de migration et on obtient une distribution granulométrique pondérée par la vitesse de migration des objets. Cette distribution peut être convertie en intensité, masse ou volume, il faudra alors indiquer la densité des particules et la viscosité du liquide porteur pour résoudre l'équation de Stokes et isoler le diamètre sphérique équivalent ,.

#### Macromolécules
Lorsque l'on centrifuge une macromolécule avec une grande vitesse angulaire (par rapport à sa capacité à sédimenter), la macromolécule est entraînée vers l'extérieur, elle culotte. Durant l'expérience, on observe à différents temps l’absorbance en fonction de la distance à l'axe de rotation: un front se forme et se déplace vers le fond de la cellule.
La position de ce front en fonction du temps permet de calculer le coefficient de sédimentation, s, caractérisant la particule dans son milieu. s est le rapport entre vitesse de la particule (v) et accélération due à la force centrifuge ({\displaystyle \omega ^{2}r}, où {\displaystyle \omega } est la vitesse angulaire et r' la distance à l'axe de rotation). Dans le cas d'un système interagissant, on peut obtenir un ou plusieurs fronts. Les coefficients de sédimentation mesurés correspondent, dans le premier cas, à la moyenne en poids des coefficients de sédimentation des espèces individuelles, et leurs valeurs dépendront non seulement des caractéristiques des espèces individuelles et de leur constante d'association, mais aussi des vitesses relatives d'association et de séparation d’espèces.

### Équation
Le coefficient de sédimentation s est exprimé en Svedberg, par la relation suivante (pour un soluté homogène, idéal dans un solvant) :
{\displaystyle s=M{\frac {(1-\rho V)}{{\mathcal {N}}f}}}
La valeur du coefficient de sédimentation va dépendre du poids moléculaire M de la macromolécule, mais aussi du terme {\displaystyle (1-\rho V)} qui exprime la différence de densité entre la macromolécule et le solvant, puisque {\displaystyle \rho } est la densité du solvant et {\displaystyle V} le volume partiel spécifique de la macromolécule, soit l'inverse de sa densité ; s dépend aussi du nombre d’Avogadro N, du coefficient de friction {\displaystyle f}, donc de la forme de la macromolécule et de la viscosité h du solvant. Les coefficients de sédimentation sont généralement exprimés corrigés par la viscosité et la densité du solvant par {\displaystyle S_{20,w}}, le coefficient qu'aurait la particule si la mesure avait été effectuée dans l'eau, à 20 °C. Le {\displaystyle S_{20,w}} dépend néanmoins de trois paramètres macromoléculaires, la masse, le volume partiel spécifique et la forme. Pour interpréter {\displaystyle S_{20,w}}, le volume partiel spécifique de la protéine est calculé à partir de la composition en acides aminés de la protéine.
Dans le cas d’un échantillon homogène sans interaction, l’analyse de l’élargissement du front permet d’obtenir {\displaystyle f}, le coefficient de friction, et donc de calculer M, le poids moléculaire.

### Intérêt de la technique
Les expériences de vitesse de sédimentation sont extrêmement utiles car rapides (entre 1 et 3 heures) et visuelles, puisque l'on sépare les espèces. Elles permettent de détecter des hétérogénéités, de mettre en évidence des phénomènes de dissociation ou d'association, des tendances à l’attraction ou à la répulsion, et dans certains cas de déterminer les poids moléculaires.
L'intérêt majeur de cette technique est qu'elle permet d'obtenir une distribution de granulométrie indépendante des propriétés optiques des matériaux dispersés. On monitore lors de la centrifugation les changements de densité optique dus aux déplacement des fractions pour en déterminer la vitesse de migration et on obtient une distribution granulométrique pondérée par la vitesse de migration des objets. Cette distribution peut être convertie en intensité, masse ou volume, il faudra alors indiquer la densité des particules et la viscosité du liquide porteur pour résoudre l'équation de Stokes et isoler le diamètre sphérique équivalent